# Tinker Hatfield
Tinker Linn Hatfield, Jr., (sinh ngày 30 tháng 4 năm 1952, Hillsboro, Oregon)  là một trong những nhà thiết kế người Mỹ của dòng giày thể thao Nike, bao gồm Air Jordan 3 cho đến Air Jordan 15, phiên bản kỉ niệm 20 năm Air Jordan XX, Air Jordan XXIII, 2010 (XXV), 2015 Air Jordan XX9 (XXIX), và những loại giày thể thao khác bao gồm giày "cross training" đầu tiên trên thế giới, Nike Air Trainer. Hatfield giám sát "Innovation Kitchen" của Nike. Ông hiện đang là phó chủ tịch mảng thiết kế và dự án đặc biệt của Nike. Với nhiều ý tưởng thiết kế và vô số sự sáng tạo trong ba thập kỷ qua, Hatfield được xem là huyền thoại của thiết kế.

## Nike
Hatfield tham gia Nike vào năm 1981, và bắt đầu công việc thiết kế giày vào năm 1985. Ông nhận ra rằng kỹ năng kiến trúc của ông có thể áp dụng trên giày. He tuyên bố sẽ thiết kế cho cross-trainer một loại giày "đa thể thao" khi ông nhận ra rằng tại phòng gym Oregon họ mang quá nhiều giày thể thao cho các môn như bóng rổ, thể dục nhịp điệu, cử tạ và chạy bộ. Vào năm 1987, Tinker Hatfield đã thiết kế giày chạy bộ Air Max 1 sau khi ghé thăm Centre Georges Pompidou; vào năm 1990 đã phát hành 3 phiên bản của Air Max, Air Max 90 (Air Max III tại thời điểm đó). Vào năm 2014, Hatfield chỉ ra rằng Nike sẽ tiết lộ một đôi giày với công nghệ dây buộc bằng điện, như Marty McFly đã mang trong bộ phim Back to the Future Part II vào năm 1989, và đã phát hành vào năm 2015.
Ông còn thiết kế đồ họa cho sân bóng rổ tại Matthew Knight Arena - Đại học Oregon; được mở cửa vào năm 2011.
Em trai của Hatfield, Tobie Hatfield, tham gia Nike vào năm 1990 với vai trò kỹ sư cao cấp.
Vào năm 2013, Hatfield làm việc cùng Nike và thương hiệu Jordan thiết kế xe hơi cho Gran Turismo 6.
Phim tài liệu của Hatfield mùa đầu tiên được chiếu trên Netflix mang tên Abstract: The Art of Design.
Vào năm 2019, Hatfield nhận được đôi giày riêng của ông được mang tên Nike React "Tinker Hatfield". Chiếc giày đầu tiên ông mang đến công chúng tại SXSW.

## Air Jordans
Hatfield là nhà thiết kế chính của Air Jordan III cho đến XV, XX, và XX3. Ngoài ra, Hatfield đồng thiết kế Air Jordans 2010 và XXX.

## Danh hiệu và giải thưởng
- Một trong số những người ảnh hưởng nhất trong kinh doanh thể thao do tạp chí Sportstyle Magazine' bình chọn vào năm 1993 và 1996.
- Một trong số "100 nhà thiết kế ảnh hưởng nhất" ở thế kỷ 20  do tạp chí Fortune vào năm 1998.[10]
- Ellis F. Lawrence Medal, Đại học Oregon School ngành kiến trúc và nghệ thuật đồng minh, 2008.[16]
- Oregon Sports Hall of Fame, cống hiến đặc biệt cho thể thao, 2008.[1]